# Okręg wyborczy nr 25 do Sejmu Polskiej Rzeczypospolitej Ludowej (1989–1991)
Okręg wyborczy nr 25 do Sejmu Polskiej Rzeczypospolitej Ludowej (1989–1991) obejmował Gorzów Wielkopolski oraz gminy Bledzew, Bogdaniec, Deszczno, Górzyca, Kłodawa, Kostrzyn, Krzeszyce, Lubiszyn, Lubniewice, Miedzichowo, Międzychód, Międzyrzecz, Ośno Lubuskie, Przytoczna, Pszczew, Rzepin, Santok, Skwierzyna, Słońsk, Słubice, Sulęcin, Trzciel i Witnica (województwo gorzowskie). W ówczesnym kształcie został utworzony w 1989. Wybieranych było w nim 5 posłów w systemie większościowym.
Siedzibą okręgowej komisji wyborczej był Gorzów Wielkopolski.

## Wybory parlamentarne 1989

### Mandat nr 99 –Polska Zjednoczona Partia Robotnicza
| Kandydat | I tura | I tura | II tura | II tura |
| Kandydat | Głosów | %      | Głosów  | %       |
| --- | ------ | ------ | ------- | ------- |
| Ryszard Dyrak                                                                                                  | 43 509 | 35,31  | 30 179  | 57,31   |
| Bogdan Kunicki                                                                                                 | 19 178 | 15,56  | 14 265  | 27,09   |
| Kazimierz Rapacz                                                                                               | 16 239 | 13,18  | —       | —       |
| Liczba głosów ważnych: 123 229 (I tura) • 52 657 (II tura) Źródło: Państwowa Komisja Wyborcza I tura i II tura |        |        |         |         |

### Mandat nr 100 –Zjednoczone Stronnictwo Ludowe
| Kandydat | I tura | I tura | II tura | II tura |
| Kandydat | Głosów | %      | Głosów  | %       |
| --- | ------ | ------ | ------- | ------- |
| Ryszard Kołodziej                                                                                              | 37 970 | 30,90  | 24 174  | 45,94   |
| Stanisław Wittchen                                                                                             | 22 292 | 18,14  | 21 797  | 41,42   |
| Andrzej Pliszka                                                                                                | 15 371 | 12,51  | —       | —       |
| Liczba głosów ważnych: 122 902 (I tura) • 52 620 (II tura) Źródło: Państwowa Komisja Wyborcza I tura i II tura |        |        |         |         |

### Mandat nr 101 – bezpartyjny
| Kandydat                                                          | Głosów | %     |
| ----------------------------------------------------------------- | ------ | ----- |
| Stanisław Bożek                                                   | 91 070 | 69,76 |
| Walenty Maćkowiak                                                 | 29 493 | 22,59 |
| Liczba głosów ważnych: 130 542 Źródło: Państwowa Komisja Wyborcza |        |       |

### Mandat nr 102 – bezpartyjny
| Kandydat                                                          | Głosów | %     |
| ----------------------------------------------------------------- | ------ | ----- |
| Marek Rusakiewicz                                                 | 63 082 | 55,11 |
| Małgorzata Bachalska                                              | 18 881 | 16,50 |
| Zofia Krawczyk                                                    | 12 774 | 11,16 |
| Mirosław Daniszewski                                              | 7336   | 6,41  |
| Wiesław Pielasa                                                   | 3840   | 3,36  |
| Liczba głosów ważnych: 114 458 Źródło: Państwowa Komisja Wyborcza |        |       |

### Mandat nr 434 –Unia Chrześcijańsko-Społeczna
| Kandydat                                                         | Głosów | %     |
| ---------------------------------------------------------------- | ------ | ----- |
| Jerzy Hopfer                                                     | 22 692 | 43,12 |
| Zygmunt Maciejewski                                              | 19 045 | 36,19 |
| Liczba głosów ważnych: 52 629 Źródło: Państwowa Komisja Wyborcza |        |       |